# Bloody Valentine
Bloody Valentine ist ein am 7. Mai 2020 erschienenes Lied des US-amerikanischen Rappers Machine Gun Kelly.

## Hintergrund
Bei der Single handelt es sich um eine Auskopplung des am 25. September 2020 erschienenen, fünften Albums Tickets to My Downfall, an dem auch der Schlagzeuger von Blink-182, Travis Barker, sowie Mod Sun und Nicholas Alex Long mitgewirkt haben. Das dazugehörige Musikvideo zeigt die US-amerikanische Schauspielerin Megan Fox. Die Akustikversion, auf der der Schlagzeuger vertreten ist, veröffentlichte der Rapper am 16. Juni 2020 auf YouTube.

## Kommerzieller Erfolg

### Chartplatzierungen
Bloody Valentine erreichte im Vereinigten Königreich Platz 51 der Singlecharts. In Deutschland verfehlte das Lied den Einstieg in die offiziellen Singlecharts, platzierte sich jedoch auf Rang 17 der Single-Trend-Charts am 2. Oktober 2020, womit die Single nur knapp den Einstieg in die Charts verpasste.
| ChartsChartplatzierungen            | Höchstplatzierung | Wochen |
| ----------------------------------- | ----------------- | ------ |
| Vereinigte Staaten (Billboard)      | 50 (4 Wo.)        | 4      |
| Vereinigte Staaten (Billboard Rock) | 3 (32 Wo.)        | 32     |
| Vereinigtes Königreich (OCC)        | 51 (6 Wo.)        | 6      |

### Auszeichnungen für Musikverkäufe
| Land/Region                  | Auszeichnungen für Musikverkäufe (Land/Region, Auszeichnung, Verkäufe) | Verkäufe  |
| ---------------------------- | ---------------------------------------------------------------------- | --------- |
| Brasilien (PMB)              | Gold                                                                   | 20.000    |
| Finnland (IFPI)              | Gold                                                                   | 20.000    |
| Kanada (MC)                  | 3× Platin                                                              | 240.000   |
| Italien (FIMI)               | Gold                                                                   | 35.000    |
| Vereinigte Staaten (RIAA)    | 2× Platin                                                              | 2.000.000 |
| Vereinigtes Königreich (BPI) | Gold                                                                   | 400.000   |
| Insgesamt                    | 4× Gold · 5× Platin ·                                                  | 2.715.000 |

## Musikpreise
Bloody Valentine wurde bei den iHeartRadio Music Awards 2021 in der Kategorie Alternative Rock Song of the Year nominiert. Der Preis ging jedoch an die Twenty One Pilots.